# 自転車協会
一般社団法人自転車協会（じてんしゃきょうかい、Bicycle Association）は、 自転車の安全性向上や耐久性向上を目的として設立された一般社団法人で、自転車に関わる企業、団体、個人で結成されている業界団体。

## 概要
自転車の交通ルールやマナーの向上の他、自転車走行空間の確保、利便性、環境性、健康性の発揮、粗悪な自転車の普及による自転車の品質不良による事故が多発していることを踏まえての2004年9月より一般自転車を対象にした自主基準に合格した自転車に貼られる自転車協会認証の発行（2007年9月からはスポーツ用自転車も対象）。

## 沿革
- 1948年2月19日 - 社団法人自転車会館設立[1]。
- 1954年1月26日 - 自転車会館が社団法人機械貿易会館に名称変更。
- 1958年6月25日 - 機械貿易会館が社団法人日本自転車会館に名称変更。
- 2001年4月1日 - 日本自転車会館と社団法人日本自転車協会が統合し社団法人自転車協会となる。
- 2012年4月1日 - 一般社団法人に移行。